# Cecidomyia malabarensis
Cecidomyia malabarensis är en tvåvingeart som först beskrevs av Ephraim Porter Felt 1927.  Cecidomyia malabarensis ingår i släktet Cecidomyia och familjen gallmyggor. Inga underarter finns listade i Catalogue of Life.